# Tabula Hungariae

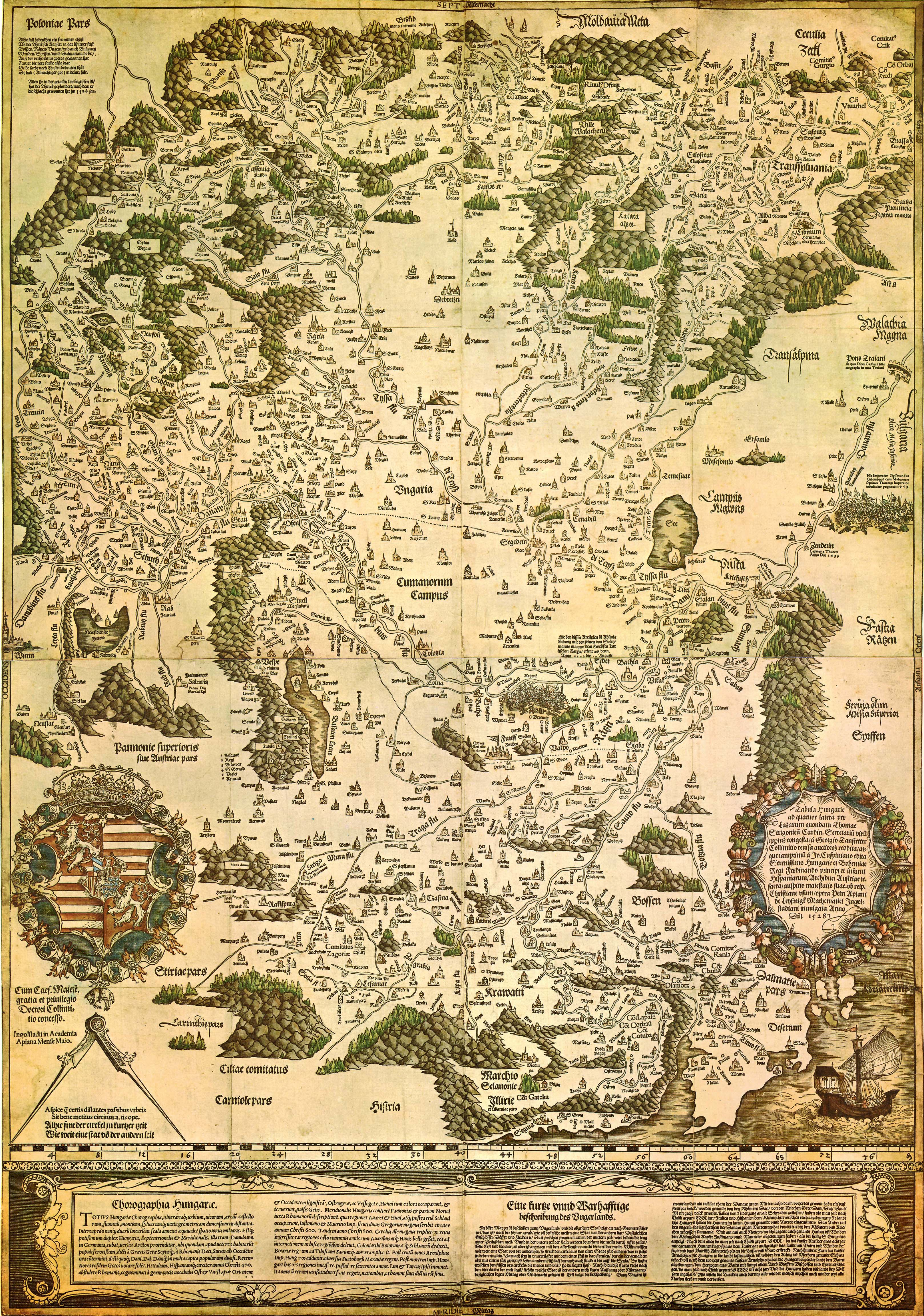
Bản đồ Tabula Hungariae tại Ingolstadt, năm 1528

Tabula Hungariae hay còn gọi là bản đồ của Lázár, là một trong những bản đồ cổ, được in ra sớm nhất của Hungary còn tồn tại đến ngày nay. Bản đồ có thể được làm trước năm 1528, bởi một người Hungary, tên là Lázár deák. Năm 2007, bản đồ Tabula Hungariae được UNESCO công nhận là Di sản tư liệu thế giới.

## Miêu tả

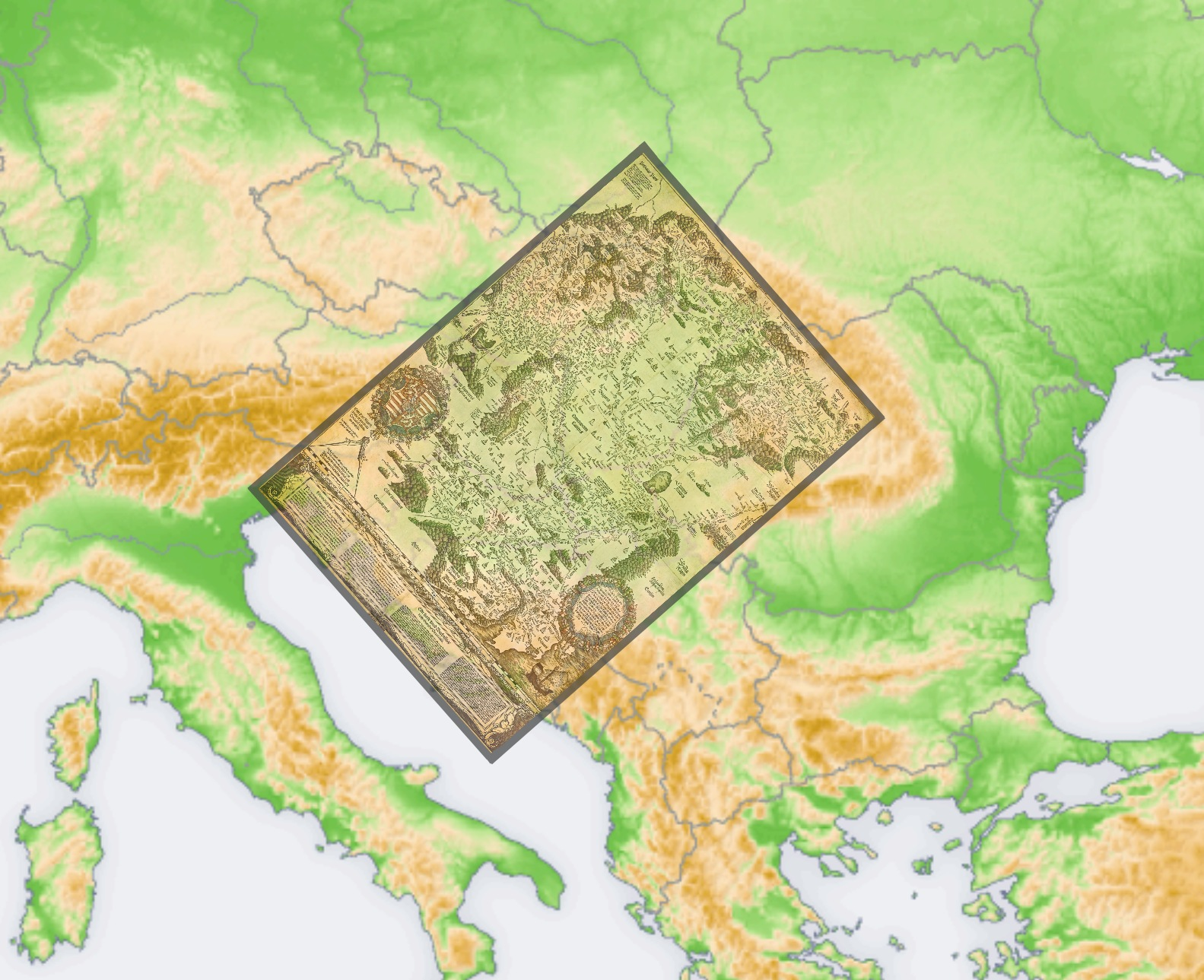
Những khu vực của lãnh thổ Hungary được vẽ trên bản đồ Tabula Hungariae

Bản đồ có kích thước khoảng 65×85 centimet. Trên bản đồ thể hiện các khu định cư có người ở và các địa danh của Vương quốc Hungary vào đầu thế kỷ 16. Khu vực phía nam trên bản đồ bị Đế chế Ottoman chiếm đóng được đánh dấu bằng các màu sắc khác nhau. Vì phần bị che lấp duy nhất nằm ngoài đường biên giới trên bản đồ thuộc về phía nam, nên người ta cho rằng mục đích của việc tạo ra bản đồ này là để chuẩn bị cho cuộc chiến chống lại quân Thổ.
Những thông tin có giá trị nhất trên bản đồ là tên địa danh và mô tả về các khu định cư có người sinh sống. Trên bản đồ có khoảng 1400 tên địa danh, trong đó có 1270 tên của các khu định cư (gồm 365 tên trên lãnh thổ của Hungary thời hậu Hoà ước Trianon). Ở phía dưới cùng của bản đồ là bản miêu tả về Vương quốc Hungary bằng tiếng Đức và tiếng Latinh.

### Tên các khu định cư
Các tên địa danh trên bản đồ đã được phiên âm khác so với ngày nay. Ví dụ, chữ é ngày nay được viết là ee, chữ ö ngày nay được viết là ew. Đôi khi chữ c còn có thể viết thành chữ tz, đây là đặc điểm ngôn ngữ của tiếng Thượng Giéc-man cổ. Tuy nhiên, một số tên khác lại được sử dụng theo cách phát âm của phương ngữ Hungary.

## In ấn
Bản đồ được in ấn dưới sự hỗ trợ của Georg Tannstetter và được tài trợ kinh phí bởi Johannes Cuspinianus, tại xưởng in của Petrus Apianus ở Ingolstadt.

## Di sản
Hầu hết những bản sao của bản đồ Tabula Hungariae đều đã bị thất lạc nên những nhà nghiên cứu lịch sử chỉ có thể tìm hiểu tấm bản đồ thông qua các bản mô tả. Tuy nhiên, vào đầu những năm 1880, một bản sao đã được bất ngờ tìm thấy. Bản đồ đó được nhà sưu tập Sándor Apponyi mua lại vào năm 1882. Sau đó, bản đồ được chuyển về thư viện Quốc gia Széchenyi Hungary năm 1924 và hiện giờ vẫn còn ở đó.

## Những phiên bản về sau
Trước năm 1552, đã có vài bản sao của bản đồ gốc nhưng đáng tiếc, những bản này đã còn không tồn tại. Tuy nhiên, sau năm 1552, đã có thêm những bản sao mới với tiêu đề là Tabula Hungariae, illetve Nova descriptio totius Hungariae.